# Jeanne Marni

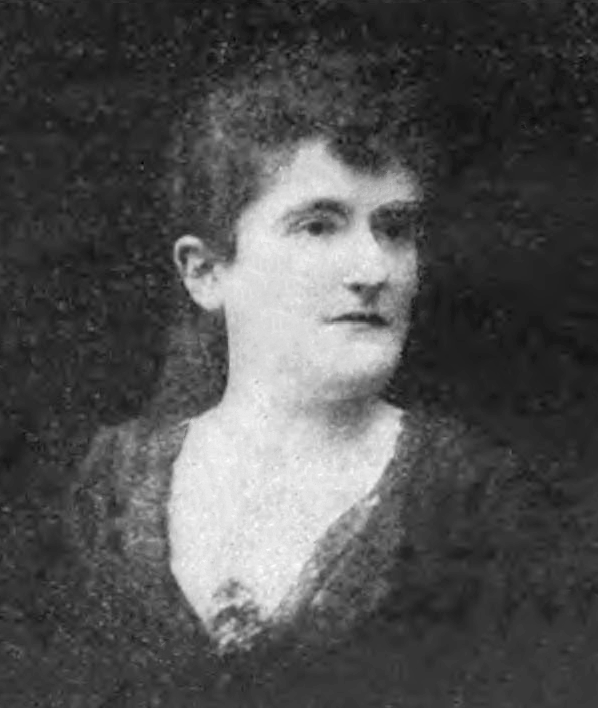
Jeanne Marni

Jeanne Marni, Jean Marni, auch Marni J., Mme Marnière  (* 31. Januar 1854 in Toulouse als Jeanne-Marie-Francoise Barousse; † 6. Januar 1910 in Cannes) war eine französische Schriftstellerin. Sie schrieb Romane, Theater- und journalistische Stücke.

## Leben
Marni wurde als Tochter einer "femme de lettres " geboren und wurde als Schauspielerin ausgebildet.
Im Jahre 1871 heiratete sie Victor Désiré Marnière. Nach seinem Tod im Jahre 1880, begann Marni, sowohl Theaterstücke als auch Romane zu schreiben, die erst 1885 veröffentlicht wurden.
Sie nahm Themen auf, die für eine Frau und Schriftstellerin ihrer Zeit unüblich waren. Die meisten ihrer Arbeiten sind psychologische Studien – Analysen der menschlichen Leidenschaften. Sie hatte eine große Leser-Fangemeinde in Frankreich.
Ihre Arbeiten wurden in Le National, Le Petit Journal, L’Écho de Paris und Le Journal veröffentlicht. Sie war Herausgeberin der Zeitschrift Femina und eine eifrige Arbeiterin, sie schrieb konsequent eine bestimmte Anzahl von Seiten pro Tag. Aufgrund ihrer angeschlagenen Gesundheit  war das aktive Leben in Paris für sie schwer, sie zog sich immer wieder in ihre Villa in Cannes zurück, wo sie neun Monate im Jahr lebte und arbeitete.
Im März 1907 beschrieb sie ein Journalist der Zeitschrift Le Figaro: Jeanne Marni ist völlig verschieden von der Vorstellung, die wir von einer literarischen Frau im Allgemeinen haben. Sie ist hübsch, Ihre Wangen sind rosig, ihre Augen verträumt, ihr Lächeln voller Charme und ihr Kostüm in einer nüchternen Farbe und aus weichem Material. Das Auffälligste an ihr ist, dass sie zutiefst süß und weiblich ist, obwohl sie einen hohen Stellenwert in der zeitgenössischen Literatur gewonnen hat. Sie ist ein guter Zuhörer und folglich lernt sie viele Geheimnisse vertraulicher Art kennen. Ihre intime Kenntnis des menschlichen Herzens hat sie zu einer zynischen Philosophin gemacht, aber eine ohne Bitterkeit, weil sie mit einem ausgezeichneten Sinn für Humor ausgestattet ist.

## Werke
Bekannt unter ihrem Pseudonym J. Marni schrieb sie eine Reihe von sehr französisch zeitgenössischen Romanen. Die bekanntesten sind " La Femme de Silva ", " L'Amour Coupable ", " Papote ", " La Princesse Sablina ". Andere Arbeiten, die in Englisch und anderen Sprachen übersetzt wurden, sind " Franchise ", "Reaction ", " Le Veilleur " und " La Piece do Vin ".
Weiterhin erschienen eine große Anzahl von Einaktern: "L'Aile", "La Coopérative" "L'heureux Auteur", und zwei Werke, die größere Bedeutung erlangten: "Manoune" 1901, und " Le Joug "1902. In Zusammenarbeit mit Camille Mauclair schrieb sie eine Komödie "La Montée" und produzierte eine Reihe von Zwiegespräch-Szenen, die von "Gyp" (Pseudonym von  Sibylle Gabrielle Riquetti de Mirabeau) und Henri Lavedan in Mode gebracht worden waren, diese beschrieben in einer Reihe von kurzen, prägnanten, ironische Zeilen eine Person oder eine Situation. Die Titel lauteten  "Vacances", ".'Acquitté" und "Premier Jeudi".
In ihren Romanen enthüllt Marni kühn und grausam die Schwächen, die Feigheit und die Sorgen des "ewig Weiblichen". Die Kühnheit ihrer dramatischen Anstrengungen verzögerte den Erfolg ihrer ersten Romane: "La Femme (le Sylva)", "Amour coupable", "Comment elles se donnent", "Comment  elles nous lz'lchent" und "Les Enfants qu'elles ont. " Allerdings gelang  ihr erst mit Erscheinen von" Le Livre d'une amoureuse "und" Pierre Tisserand. " der Durchbruch als Romancier.